# 오키 사토루 (정치인)
오키 사토루(일본어: 大木 哲, 1948년 8월 8일 ~ )는 일본의 정치인으로, 4기 가나가와현 야마토시 시장.

## 생애
오키는 효고현 아시야시 출신이다. 아오야마 가쿠인 대학 경제 학부 졸업. 샐러리맨 생활을 거쳐 28 세 때 쓰루미 대학 치과 에 학사 입학 하고 졸업.
1995년의 제 "13 회 전국 동시 지방 선거"에서 신진당 보다 가나가와 현 의회 의원 선거에 출마 한 초선. 2 기째의 선거에서는 민주당 보다 출마 당선. 2003년 3기 당선. 2007년 야마토시 시장 선거에 출마 당선. 제 14 대 야마토시 시장에 취임. 이후 4 분기 연속 당선, 현재에 이르기.